# Estádio Municipal Eduardo de Melo Gonçalves
Estádio Municipal Eduardo de Melo Gonçalves – stadion piłkarski, w São Luís do Quitunde, Alagoas, Brazylia, na którym swoje mecze rozgrywa klub Sociedade Esportiva São Luís.